# Lost Dimension
Lost Dimension (jap. Originaltitel: ロストディメンション Rosuto Dimenshon) ist ein Computer-Rollenspiel des japanischen Entwicklerstudios Lancarse für PlayStation 3, PlayStation Vita und Microsoft Windows.

## Beschreibung
Ein mysteriöser Superschurke namens The End droht die Menschheit nach 13 Tagen auszulöschen. Elf besonders begabte junge Kämpfer der Sondereinheit SEALED – darunter der Spielercharakter Sho – sind die einzigen, die ihn stoppen können. Dafür müssen sie die Spitze des Turms erreichen, den The End mit Hilfe von Zukunftstechnologien errichtet hat. Die Herausforderung dabei: Unter den Gruppenmitgliedern befinden sich fünf Verräter, die insgeheim mit The End paktieren.
Missionsweise versucht der Spieler bis zur Turmspitze zu gelangen. Pro Mission kann er neben Sho fünf Charaktere mitnehmen, die in taktischen Rundenkämpfen feindliche Einheiten besiegen muss. Daneben spielt der Austausch mit den Begleitern eine Rolle, da der Spieler auf diese Weise herausfinden muss, wer zu den Verrätern zählen könnte. An gewissen Punkten im Spiel kann er mutmaßliche Verräter dauerhaft aus dem Team entfernen. Ob eine Figur ein Verräter ist, wird bei jedem Spieldurchgang per Zufallsgenerator neu bestimmt.

## Rezeption
Das Spiel erhielt gemischte Kritiken.

„Eine interessante Idee versandet im drögen Werteschieben: Dem Spiel um Verrat fehlen Emotionen und Dramatik. Die Rundentaktik dreht sich immerhin um eine geschickte Raumaufteilung.“

„Die Kämpfe sind unterhaltsam und bieten dank interessanter Talente viel spielerische Abwechslung. Es ist aber die Verräter-Mechanik, die Lost Dimension wirklich spannend macht. Nicht nur wird Euch ein schlechtes Gewissen plagen, wenn Ihr fälschlicherweise einen Unschuldigen ins Verderben schickt – entpuppt sich ein liebgewonnener Freund als Maulwurf, nimmt das richtig mit. Das verleiht Lost Dimension Würze und hebt es aus der Rundenstrategie-Masse heraus. Schade nur, dass sich das Spiel an anderen Fronten sehr kryptisch gibt und Euch gerne mal ins offene Messer laufen lässt.“

Die PS-Vita-Fassung erreicht in Japan in der ersten Verkaufswoche mit 3.868 verkauften Kopien Platz 19 der Gesamtverkaufscharts.